# Selaginella eatonii
Selaginella eatonii là một loài dương xỉ trong họ Selaginellaceae. Loài này được Hieron. ex Small mô tả khoa học đầu tiên năm 1918.